# Сражение при Поццоло
Сражение при Поццоло (фр. Bataille de Pozzolo), или сражение на реке Минчо, произошло 25-26 декабря 1800 года во время Войны второй коалиции. Французская армия под командованием генерала Гийома Брюна пересекла реку Минчо и нанесла поражение австрийским войскам фельдмаршал-лейтенанта Генриха фон Бельгарда.
Австрийский командующий на итальянском ТВД фельдмаршал-лейтенант Бельгард сосредоточил основную массу своих войск у реки Минчо в ожидании переправы, чтобы атаковать французские войска на другой стороне. Однако он отложил свое наступление после известия о поражении Австрии в битве при Гогенлиндене в Германии 3 декабря 1800 года. Воспользовавшись этой задержкой, генерал Брюн, командовавший французской Итальянской армией, начал свою собственное наступление. Он намеревался совершить обманный штурм Поццоло, в то время как его основные силы должны были переправиться в Монцамбано.
Корпус Дюпона переправился через реку возле Поццоло на Рождество 1800 года под сильным огнем австрийской артиллерии, в то время как в соседнем Молино-делла-Вольта был построен временный мост. Дюпон перебросил две дивизии и батарею из 25 артиллерийских орудий через новый мост и построил тет-де-пон.
Получив подкрепление от Сюше, французы отразили в первой половине дня контратаку австрийцев и успешно взяли деревню Поццоло. Вторая австрийская атака силами венгерских подразделений Конрада Валентина фон Кайма началась в 13:00. Они вернули деревню и заставили французов вернуться на плацдарм. Сильный огонь французской артиллерии предотвратил дальнейшее продвижение противника, и новый французский штурм отбил деревню, захватив пять орудий и 700—800 пленных.
Затем Сюше построил второй мост, который позволил целой французской дивизии беспрепятственно пересечь реку. Деревня Поццоло три раза переходила из рук в руки, прежде чем французы захватили ее незадолго до заката. Именно во время боёв за Поццоло генерал Кайм был смертельно ранен. Ночью австрийцы воспользовались ясной лунной ночью, чтобы атаковать французские бивуаки.
С 5 часов утра 26 декабря французские войска под прикрытием густого тумана и при поддержке огня 40 орудий построили еще один мост в Монцамбано. Затем они начали штурм холмов Монте-Бьянко, которые удерживали около 35 000 австрийцев. Австрийцы были отброшены к Салионце, а французские войска под командованием Дельма захватили Валеджо-суль-Минчо. Позже в тот же день австрийская контратака ненадолго отбила деревню, прежде чем Дельма окончательно захватил ее. Французы укрепили свои позиции во второй половине дня и отразили контратаку австрийцев со стороны гор.
Французы потеряли 4000 человек. Потери австрийцев составили 807 убитых, 4067 раненых, 3984 пленных и 313 пропавших без вести, всего 9171 человек.
Бельгард вывел свои войска в ночь на 26-27 декабря и отступил за реку Адидже. Брюн осторожно последовал за отступлением австрийцев и остановился у реки, чтобы дождаться прибытия своих понтонных бригад. Бельгард отвел свои войска дальше, чтобы попытаться соединиться с некоторыми подкреплениями, что позволило французам беспрепятственно пересечь реку Адидже.
После серии небольших боёв французы достигли Тревизо, где 16 января 1801 года было подписано перемирие. Прекращение боевых действий стало постоянным с Люневильским договором от 9 февраля 1801 года, положившим конец участию Австрии в войне.